# سامانه پشتیبانی تصمیم‌گیری گروه
گروه سیستم های پشتیبانی تصمیم(GDSS) کلاسی است از سیستم های جلسه الکترونیکی؛ یک تکنولوژی همکاری  که برای حمایت از همایش ها و کار گروهی طراحی شده .
GDSS متمایز هستند از CSC؛  GDSS بیشتر در حمایت از کار متمرکز شده است، در حالی که ابزار CSCW تأمین پشتیبانی از ارتباطات عمومی است.
گروه سیستم های پشتیبانی تصمیم در درون یک پارادایم زمان طبقه بندی شده است. ویژگی های مختلف ممکن است برای ارتباط همزمان  ناهمگام مورد نیاز باشد.